# Modrý obr

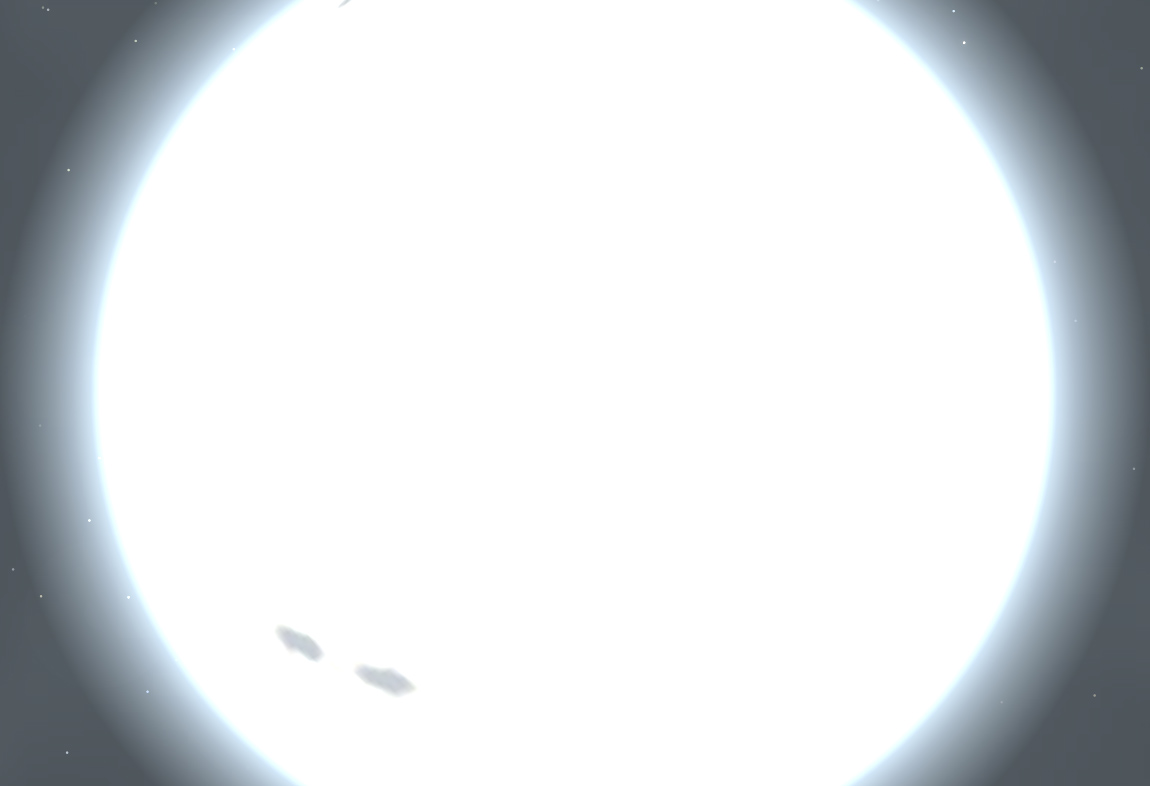
Pohled, jaký by se naskytl pozorovateli ze vzdálenosti 1 AU od hvězdy Rigel.

Modrý obr je hvězda spektrálního typu O nebo B a třídy svítivosti III (patří mezi obry). Její název souvisí s jejím vzhledem, protože jako hvězda těchto spektrálních typů je její povrchová barva bílomodrá až modrá. V normálním Herzsprungově-Russelově diagramu se oblast modrých obrů nachází v levém horním rohu.
Modrý obr je hvězda, jejíž hmotnost je řádově desítky hmotností Slunce (až do 150 hmotností Slunce), která vyčerpala zásoby vodíku ve svém jádře a opustila tak hlavní posloupnost. Povrchová teplota těchto hvězd je 20 000 K až 50 000 K a svítivost 10 000krát větší než je svítivost Slunce. Protože jsou tyto hvězdy tak hmotné a jejich teplota tak vysoká, vydrží jim palivo pouze několik milionů let. Poté explodují jako supernova, ty menší z nich však přejdou do vzácného stavu kyslíkovo-neonového bílého trpaslíka.
Mezi modré obry patří např. hvězda Rigel ze souhvězdí Orionu. Její povrchová teplota je 20 000 – 50 000 K a její hmotnost je asi 20 hmotností Slunce.